# Cora Vaucaire
Cora Vaucaire (Marseille, 1918. július 22. – Párizs 15. kerülete, 2011. szeptember 17.) francia sanzonénekesnő.

## Pályakép
Breton tengerésztiszt lányaként született 1918-ban Marseille-ben. Egy ideig egy színházi konzervatóriumban tanult. Tizenhat évesen színésznőként kezdte pályafutását. Aztán megnyert néhány sanzonversenyt, majd Franciaország felszabadulása után, 1945-ben a párizsi kabarék világában, a Saint-Germain-des-Prés negyedben szerepelt.
1945-től a rádióban is szerepelt néhányszor.
Az 1950-es évektől egyre sanzonénekesként ismertebb lett. Többek között Jacques Prévert és Louis Aragon dalait énekelte. Ő volt az első, aki felvette műsorába Joseph Kosma − Jacques Prévert Les Feuilles mortes című dalát.
Segített Barbara, Léo Ferré és Raymond Lévesque népszerűsítésében is.
Az 1960-as,1970-es években koncertjeivel megtöltötte a nagy koncerttermeket. 1973-ban egy hónapig vendégszerepelt a Bobinoban Külföldi turnékon is részt vett, többek között Albániába és Japánba is, ahol szintén ismert énekesnővé vált. Az 1990-es években széles körben elismert koncerteket adott az Olimpiában (1991), a Théâtre Déjazetben (1992) és a Théâtre des Bouffes du Nordban (1999).
Ugyanakkor mindig is jobban szerette a kis kabarétermekben való fellépéseket. Időnként saját kabarészínházát vezette „à la carte” dalestekkel.
2011. szeptember 17-én hunyt el 93 éves korában Párizsban, szélütés következtében. Franciaország akkori miniszterelnöke, François Fillon „a XX. század francia zenei örökség egyik legnagyobb tolmácsolójaként” méltatta. A kulturális miniszter, Frédéric Mitterrand hangsúlyozta, hogy Vaucaire a francia sanzon nagy korszakának utolsó képviselője volt. Juliette Gréco egy interjúban Vaucaire-t „rendkívüli előadónak és mindannyiunk példaképének” nevezte.

## Albumok
- Cora Vaucaire Avec Philippe-Gérard Et Son Ensemble (1955)
- Chansons pour ma mélancolie (1956)
- Cora Vaucaire (1964)
- Chansons et Poèmes de Prévert Vol. 1 (1965)
- Chansons et Poèmes de Prévert Vol. 2 (1968)
- Comme Au Théatre (1969)
- Enregistrement Public Au Théâtre De La Ville (1973)
- Plaisir D'amour (1973)
- Cora Vaucaire (1976)
- Au Japon... (1981)
- Recital − Enregistrement Public À Sogetsu-Hall (1986)
- Cora Vaucaire 97 (1997)
- Cora Vaucaire Aux Bouffes Du Nord (1999)

## Filmek
- Cora Vaucaire az IMDb-n

## Díjak
- Becsületrend
- Az Académie Charles Cros háromszoros díjazottja.

## Fordítás
Ez a szócikk részben vagy egészben  a   Cora Vaucaire című német Wikipédia-szócikk ezen változatának fordításán alapul.  Az eredeti cikk szerkesztőit annak laptörténete sorolja fel. Ez a jelzés csupán a megfogalmazás eredetét és a szerzői jogokat jelzi, nem szolgál a cikkben szereplő információk forrásmegjelöléseként.